# آنو امانوئل
آنو امانوئل (به انگلیسی: Anu Emmanuel) (زاده ۲۸ آوریل ۱۹۹۷) بازیگر آمریکایی-هندی است.
از کارهای معروف او می‌توان به بازی در فیلم گیتا گویندام، داماد فوق‌العاده و نام من سوریا اشاره کرد.